# Frank Löhr (Handballspieler)
Frank Löhr (* 24. März 1966 in Augsburg) ist ein ehemaliger deutscher Handballspieler und -trainer. Er wurde als mittlerer Rückraumspieler eingesetzt und galt als Defensiv-Spezialist. Für die deutsche Nationalmannschaft absolvierte er 39 Länderspiele, in denen er 15 Tore erzielte. Zudem war er vier Jahre Co-Trainer der Auswahl.

## Karriere
Löhr begann mit sechs Jahren bei der TG Viktoria Augsburg mit dem Handballspielen und wechselte später zum VfL Günzburg, wo er bereits mit 17 Jahren in der Bundesliga und mit 18 Jahren in der Nationalmannschaft debütierte. Nach der Saison 1983/84 stieg er mit Günzburg in die 2. Bundesliga ab. Nach dem Wiederaufstieg ein Jahr später verpflichtete ihn der Zweitligist TSV Milbertshofen, der dank eines Großsponsors einige namhafte Spieler anlockte und sich den Aufstieg in die Bundesliga und eine Etablierung in der deutschen Spitze erhoffte. Der Aufstieg gelang prompt, jedoch konnte zweimal hintereinander der Abstieg nur knapp abgewendet werden. In der Saison 1989/90 wurden überraschend die Finalspiele um die deutsche Meisterschaft gegen den TV Großwallstadt erreicht. Im dritten und entscheidenden Spiel unterlag man allerdings knapp mit 21:22 und wurde Vizemeister. Jedoch konnte der DHB-Pokal im Finale gegen den THW Kiel gewonnen werden. In der Saison 1990/91 gelang Löhr als Mannschaftskapitän mit Milbertshofen dann der Sieg im Europapokal der Pokalsieger. Trotz einer 15:20-Niederlage bei Elgorriaga Bidasoa Irún konnte man das Final-Rückspiel in Löhrs Heimatstadt Augsburg mit 24:16 gewinnen. Die Titelverteidigung im Jahr darauf glückte nicht. Im Endspiel unterlag man Bramac Veszprém. Löhr wurde nach langer Zeit wieder in die Nationalmannschaft berufen, war für die Olympischen Spiele 1992 allerdings nur als Ersatzmann vorgesehen. Nachdem der TSV Milbertshofen 1993 in finanzielle Schwierigkeiten geraten war, wechselte er zum VfL Gummersbach. Als auch der VfL finanziell angeschlagen war, schloss Löhr sich 1997 dem TSV GWD Minden an. Auch hier wurde er wie bereits in Milbertshofen und Gummersbach Mannschaftskapitän. Mit Minden erreichte er 2000 noch einmal das Final Four um den DHB-Pokal. Man scheiterte im Halbfinale allerdings an der SG Flensburg-Handewitt. Kurz danach beendete er zunächst seine Karriere. Im April 2001 reaktivierte ihn jedoch TUSEM Essen bis zum Saisonende.
Löhr erwarb 1999 die Trainer-A-Lizenz und wurde nach den Olympischen Spielen 2000 Heiner Brands Co-Trainer bei der deutschen Nationalmannschaft. In dieser Funktion war er am Europameister-Titel 2004 sowie an den zweiten Plätzen bei der Europameisterschaft 2002, der Weltmeisterschaft 2003 und bei den Olympischen Spielen 2004 beteiligt. Danach endete die Zusammenarbeit mit dem DHB.

## Erfolge
- Aufstieg in die Bundesliga 1985 und 1986
- DHB-Pokalsieger 1990
- Europapokalsieger der Pokalsieger 1991
- Europameister 2004 (als Co-Trainer)

## Privates
Nach seinem Weggang von GWD Minden im Sommer 2000 stieg Frank Löhr in das Unternehmen seines Bruders Jörg – der ebenfalls Handballnationalspieler war – ein. Dieses Beschäftigungsverhältnis besteht bis heute. Im Jahr 2013 führte er zudem eine beratende Funktion beim damaligen Drittligisten TSV Friedberg aus.